# Ferrovie Kaos
Ferrovie Kaos è un'associazione che opera ed ha sede nel parco ferroviario della stazione di Porto Empedocle centrale. Nata nel 2009 con l'obiettivo di salvaguardare l'area ferroviaria della città di Porto Empedocle, ed al contempo per favorire il recupero all'esercizio turistico delle ferrovie in disuso o dismesse della Sicilia, è convenzionata con Rete Ferroviaria Italiana e Fondazione FS Italiane. Fa parte della Federazione Italiana delle Ferrovie Turistiche e Museali. Cura, prevalentemente, l'organizzazione di treni storici lungo la Ferrovia dei Templi Agrigento Bassa - Porto Empedocle.  

## Storia
La provincia di Agrigento fino agli anni sessanta era attraversata da un gran numero di ferrovie a scartamento ridotto, l'ultima delle quali, la Castelvetrano-Porto Empedocle è sopravvissuta fino alla metà degli anni ottanta, seppur progressivamente mutilata dei vari tronchi. 
Ferrovie Kaos nasce con lo scopo di valorizzare le ferrovie dismesse della Sicilia proponendo una nuova fruizione delle stesse in chiave turistica. Il primo obiettivo che si pone l'associazione è dunque la salvaguardia ed il rilancio di uno dei siti ferroviari meglio conservati della Sicilia, ovvero la Stazione di Porto Empedocle Centrale, ancora allacciata alla rete ordinaria. Nel febbraio del 2010 viene stipulata una prima convenzione con RFI per l'affidamento di alcuni locali non più in uso e inizia l'azione di recupero. Nel mese di giugno dello stesso anno, viene organizzato il primo treno battezzato "Akragas Express" che, percorrendo la tratta ferroviaria Agrigento Bassa - Porto Empedocle arriva nella Valle dei Templi. 
Negli anni successivi Ferrovie Kaos ha collaborato con i comuni della fascia litoranea della provincia di Agrigento per iniziative volte alla difesa del tracciato dell'antica linea a scartamento ridotto per Sciacca e Castelvetrano, organizzando l'annuale giornata nazionale delle Ferrovie dimenticate. In pochi anni gli "Akragas Express" hanno portato tra Agrigento, la Valle dei templi e Porto Empedocle migliaia di viaggiatori, prevalentemente studenti e turisti. 
Nel 2014 Ferrovie Kaos stipula una convenzione con Fondazione FS Italiane. Nel 2015  l'associazione riceve una menzione speciale dal Ministero dei Beni Culturali a margine del "Premio paesaggio" per l'azione di recupero del parco ferroviario di Porto Empedocle.